# Polgármester-választások Öreglakon
1990 és 2019 között nyolc polgármester-választást tartottak Öreglakon. 
A nyolc választás során három polgármester nyerte el a választók többségének bizalmát. 2019 ősze óta Kovács Károly a Somogy megyei község első embere.
Jellemzően 55% és 70% között mozgott a részvételi hajlandóság és mindig több jelölt indult a választásokon.

## Háttér
A bő másfél ezer fős település Somogy megyében középső részén található. 
1994 és 2014 a Lengyeltóti kistérség tagja volt, majd a kistérségek megszűnése után a Fonyódi járás része.
1977 és 1989 között Öreglak a lengyeltóti székhelyű közös tanácshoz tartozott. 1980-tól a közös tanács elnöke Papszt Lajos volt.
1988 májusában népszavazást tartottak a község önállóvá válásáról. A választók 90%-a vett részt a szavazáson és döntő többségük az elszakadás mellett tette le a voksát.  Ennek megfelelően 1989. január 1-jétől újra önállóan igazgatta magát a település. A község tanácselnöke Horváth Endre, az addigi iskolaigazgató lett.

### Alapadatok
| Év   | Jelöltek | Részvétel |
| ---- | -------- | --------- |
| 1994 | 2        | 54%       |
| 1998 | 2        | 60%       |
| 2002 | 2        | 64%       |
| 2006 | 4        | 69%       |
| 2010 | 4        | 67%       |
| 2014 | 2        | 58%       |
| 2019 | 5        | 65%       |

A település lakóinak a száma 1 600 és 1 800 körül mozgott a rendszerváltás utáni negyedszázadban és 1994-től választásról választásra csökkent. A község lélekszámából fakadóan a képviselő-testület létszáma előbb 9 fős volt, majd a 2010-es önkormányzati reformot követően 6 fős lett.
Minden választáson több jelölt szállt versenybe a polgármesteri tisztségért és ugyancsak mindegyiken indult a hivatalban lévő vezető is.
Az önkormányzati választásokon a választópolgárok háromötöde szokott szavazni. Az átlagos részvételi hajlandóság 62% körül mozgott, a legalacsonyabb 1994-ben volt a választói kedv (54%), a legmagasabb pedig 2006-ban (69%). (Az 1990-es választásokról nem állnak rendelkezésre részletes adatok.)
| Alapadatok (1990-2019) | Alapadatok (1990-2019) | Alapadatok (1990-2019) | Alapadatok (1990-2019) | Alapadatok (1990-2019) | Alapadatok (1990-2019) | Alapadatok (1990-2019) |
| Év                     | Nap                    | Lakók                  | Lakók                  | Választó- jogosult     | Szavazó                | Részvétel              |
| Év                     | Nap                    | száma                  | +/–                    | Választó- jogosult     | Szavazó                | Részvétel              |
| ---------------------- | ---------------------- | ---------------------- | ---------------------- | ---------------------- | ---------------------- | ---------------------- |
| 1990                   | szept.30.              | 1 799                  | (nincs adat)           | (nincs adat)           | (nincs adat)           | (nincs adat)           |
| 1994                   | dec.11.                | 1 825                  | +26                    | 1 348                  | 733                    | 54,4%                  |
| 1998                   | okt.18.                | 1 798                  | –27                    | 1 347                  | 812                    | 60,3%                  |
| 2002                   | okt.20.                | 1 745                  | –53                    | 1 294                  | 830                    | 64,1%                  |
| 2006                   | okt.1.                 | 1 660                  | –85                    | 1 252                  | 867                    | 69,2%                  |
| 2010                   | okt.3.                 | 1 618                  | –42                    | 1 233                  | 824                    | 66,8%                  |
| 2014                   | okt.12.                | 1 598                  | –20                    | 1 220                  | 705                    | 57,8%                  |
| 2019                   | okt.13.                | 1 521                  | –77                    | 1 186                  | 775                    | 65,3%                  |

## Választások
| \| 1990 \| |                                         |          |                 |
| Jelölt     | Jelölt                                  | Szavazat | Szavazat        |
|            | Horváth Endre MSZP                      | n.a.     | n.a.            |
|            | {{{jelölt2}}} –                         |          | {{{százalék2}}} |
|            | {{{jelölt3}}} –                         |          | {{{százalék3}}} |
|            | {{{jelölt4}}} –                         |          | {{{százalék4}}} |
|            | {{{jelölt5}}} –                         |          | {{{százalék5}}} |
|            | {{{jelölt6}}} –                         |          | {{{százalék6}}} |
|            | {{{jelölt7}}} –                         |          | {{{százalék7}}} |
|            | {{{jelölt8}}} –                         |          | {{{százalék8}}} |
|            | {{{jelölt9}}} –                         |          | {{{százalék9}}} |
|            | további jelöltekről nincs elérhető adat |          |                 |
|            |                                         |          |                 |
| 1990       |                                         |          |                 |

| \| 1994 \| \| Részvétel: 54% \| |                    |                |                 |
| Jelölt                          | Jelölt             | Szavazat       | Szavazat        |
|                                 | Horváth Endre MSZP | 582            | 80,3%           |
|                                 | Buzánszky Attila – | 143            | 19,7%           |
|                                 | {{{jelölt3}}} –    |                | {{{százalék3}}} |
|                                 | {{{jelölt4}}} –    |                | {{{százalék4}}} |
|                                 | {{{jelölt5}}} –    |                | {{{százalék5}}} |
|                                 | {{{jelölt6}}} –    |                | {{{százalék6}}} |
|                                 | {{{jelölt7}}} –    |                | {{{százalék7}}} |
|                                 | {{{jelölt8}}} –    |                | {{{százalék8}}} |
|                                 | {{{jelölt9}}} –    |                | {{{százalék9}}} |
|                                 |                    |                |                 |
|                                 |                    |                |                 |
| 1994                            |                    | Részvétel: 54% |                 |

| \| 1998 \| \| Részvétel: 60% \| |                    |                |                 |
| Jelölt                          | Jelölt             | Szavazat       | Szavazat        |
|                                 | Horváth Endre MSZP | 548            | 68,8%           |
|                                 | Gyurka János –     | 248            | 31,2%           |
|                                 | {{{jelölt3}}} –    |                | {{{százalék3}}} |
|                                 | {{{jelölt4}}} –    |                | {{{százalék4}}} |
|                                 | {{{jelölt5}}} –    |                | {{{százalék5}}} |
|                                 | {{{jelölt6}}} –    |                | {{{százalék6}}} |
|                                 | {{{jelölt7}}} –    |                | {{{százalék7}}} |
|                                 | {{{jelölt8}}} –    |                | {{{százalék8}}} |
|                                 | {{{jelölt9}}} –    |                | {{{százalék9}}} |
|                                 |                    |                |                 |
|                                 |                    |                |                 |
| 1998                            |                    | Részvétel: 60% |                 |

| \| 2002 \| \| Részvétel: 64% \| |                    |                |                 |
| Jelölt                          | Jelölt             | Szavazat       | Szavazat        |
|                                 | Horváth Endre MSZP | 445            | 54,3%           |
|                                 | Gyurka János –     | 374            | 45,7%           |
|                                 | {{{jelölt3}}} –    |                | {{{százalék3}}} |
|                                 | {{{jelölt4}}} –    |                | {{{százalék4}}} |
|                                 | {{{jelölt5}}} –    |                | {{{százalék5}}} |
|                                 | {{{jelölt6}}} –    |                | {{{százalék6}}} |
|                                 | {{{jelölt7}}} –    |                | {{{százalék7}}} |
|                                 | {{{jelölt8}}} –    |                | {{{százalék8}}} |
|                                 | {{{jelölt9}}} –    |                | {{{százalék9}}} |
|                                 |                    |                |                 |
|                                 |                    |                |                 |
| 2002                            |                    | Részvétel: 64% |                 |

| \| 2006 \| \| Részvétel: 69% \| |                           |                |                 |
| Jelölt                          | Jelölt                    | Szavazat       | Szavazat        |
|                                 | Maczucza Miklós –         | 415            | 48,3%           |
|                                 | Horváth Endre MSZP        | 253            | 29,5%           |
|                                 | ifj. Kovács Károly –      | 97             | 11,3%           |
|                                 | Sziliné Kardos Erzsébet – | 94             | 10,9%           |
|                                 | {{{jelölt5}}} –           |                | {{{százalék5}}} |
|                                 | {{{jelölt6}}} –           |                | {{{százalék6}}} |
|                                 | {{{jelölt7}}} –           |                | {{{százalék7}}} |
|                                 | {{{jelölt8}}} –           |                | {{{százalék8}}} |
|                                 | {{{jelölt9}}} –           |                | {{{százalék9}}} |
|                                 |                           |                |                 |
|                                 |                           |                |                 |
| 2006                            |                           | Részvétel: 69% |                 |

| \| 2010 \| \| Részvétel: 67% \| |                          |                |                 |
| Jelölt                          | Jelölt                   | Szavazat       | Szavazat        |
|                                 | Maczucza Miklós –        | 387            | 47,7%           |
|                                 | Horváth Endre –          | 250            | 30,8%           |
|                                 | Stark Csilla Fidesz-KDNP | 102            | 12,6%           |
|                                 | Kollár László –          | 72             | 8,9%            |
|                                 | {{{jelölt5}}} –          |                | {{{százalék5}}} |
|                                 | {{{jelölt6}}} –          |                | {{{százalék6}}} |
|                                 | {{{jelölt7}}} –          |                | {{{százalék7}}} |
|                                 | {{{jelölt8}}} –          |                | {{{százalék8}}} |
|                                 | {{{jelölt9}}} –          |                | {{{százalék9}}} |
|                                 |                          |                |                 |
|                                 |                          |                |                 |
| 2010                            |                          | Részvétel: 67% |                 |

| \| 2014 \| \| Részvétel: 58% \| |                   |                |                 |
| Jelölt                          | Jelölt            | Szavazat       | Szavazat        |
|                                 | Maczucza Miklós – | 544            | 77,9%           |
|                                 | Subicz Istvánné – | 154            | 22,1%           |
|                                 | {{{jelölt3}}} –   |                | {{{százalék3}}} |
|                                 | {{{jelölt4}}} –   |                | {{{százalék4}}} |
|                                 | {{{jelölt5}}} –   |                | {{{százalék5}}} |
|                                 | {{{jelölt6}}} –   |                | {{{százalék6}}} |
|                                 | {{{jelölt7}}} –   |                | {{{százalék7}}} |
|                                 | {{{jelölt8}}} –   |                | {{{százalék8}}} |
|                                 | {{{jelölt9}}} –   |                | {{{százalék9}}} |
|                                 |                   |                |                 |
|                                 |                   |                |                 |
| 2014                            |                   | Részvétel: 58% |                 |

| \| 2019 \| \| Részvétel: 65% \| |                   |                |                 |
| Jelölt                          | Jelölt            | Szavazat       | Szavazat        |
|                                 | Kovács Károly –   | 460            | 60,4%           |
|                                 | Vincze János –    | 220            | 28,9%           |
|                                 | Subicz Istvánné – | 54             | 7,1%            |
|                                 | Varga Sándor –    | 20             | 2,6%            |
|                                 | Demeter Zsolt –   | 8              | 1,0%            |
|                                 | {{{jelölt6}}} –   |                | {{{százalék6}}} |
|                                 | {{{jelölt7}}} –   |                | {{{százalék7}}} |
|                                 | {{{jelölt8}}} –   |                | {{{százalék8}}} |
|                                 | {{{jelölt9}}} –   |                | {{{százalék9}}} |
|                                 |                   |                |                 |
|                                 |                   |                |                 |
| 2019                            |                   | Részvétel: 65% |                 |

| Áttekintő táblázat | Áttekintő táblázat         | Áttekintő táblázat         | Áttekintő táblázat         | Áttekintő táblázat | Áttekintő táblázat | Áttekintő táblázat | Áttekintő táblázat |
| Év                 | Megválasztott polgármester | Megválasztott polgármester | Megválasztott polgármester | Szavazat           | Szavazat           | Előny a 2. előtt   | Előny a 2. előtt   |
| Év                 | név                        | szervezet                  | szervezet                  | db                 | érv.%              | db                 | %                  |
| ------------------ | -------------------------- | -------------------------- | -------------------------- | ------------------ | ------------------ | ------------------ | ------------------ |
| 1990               | Horváth Endre              |                            | MSZP                       | (nincs adat)       | (nincs adat)       | (nincs adat)       | (nincs adat)       |
| 1994               | Horváth Endre              |                            | MSZP                       | 582                | 80,3%              | +439               | +61%               |
| 1998               | Horváth Endre              |                            | MSZP                       | 548                | 68,8%              | +300               | +38%               |
| 2002               | Horváth Endre              |                            | MSZP                       | 445                | 54,3%              | +71                | +9%                |
| 2006               | Maczucza Miklós            |                            | –                          | 415                | 48,3%              | +162               | +19%               |
| 2010               | Maczucza Miklós            |                            | –                          | 387                | 47,7%              | +137               | +17%               |
| 2014               | Maczucza Miklós            |                            | –                          | 544                | 77,9%              | +390               | +56%               |
| 2019               | Kovács Károly              |                            | –                          | 460                | 60,4%              | +240               | +31%               |

| Kiegészítő adatok | Kiegészítő adatok | Kiegészítő adatok | Kiegészítő adatok | Kiegészítő adatok | Kiegészítő adatok    | Kiegészítő adatok    |
| Év                | jelöltek száma    | HL?               | Rész- vétel       | Érvényes szavazat | Érvénytelen szavazat | Érvénytelen szavazat |
| ----------------- | ----------------- | ----------------- | ----------------- | ----------------- | -------------------- | -------------------- |
| 1990              | n.a.              | ✓                 | (nincs adat)      | (nincs adat)      | (nincs adat)         | (nincs adat)         |
| 1994              | 2                 | ✓                 | 54%               | 725               | 8                    | 1,1%                 |
| 1998              | 2                 | ✓                 | 60%               | 796               | 16                   | 2,0%                 |
| 2002              | 2                 | ✓                 | 64%               | 819               | 11                   | 1,3%                 |
| 2006              | 4                 | ✓                 | 69%               | 859               | 8                    | 0,9%                 |
| 2010              | 4                 | ✓                 | 67%               | 811               | 13                   | 1,6%                 |
| 2014              | 2                 | ✓                 | 58%               | 698               | 7                    | 1,0%                 |
| 2019              | 5                 | ✗                 | 65%               | 762               | 13                   | 1,7%                 |

| Összehasonlító tábla (1994 óta) | Összehasonlító tábla (1994 óta) | Összehasonlító tábla (1994 óta) | Összehasonlító tábla (1994 óta) | Összehasonlító tábla (1994 óta) | Összehasonlító tábla (1994 óta) | Összehasonlító tábla (1994 óta) | Összehasonlító tábla (1994 óta) | Összehasonlító tábla (1994 óta) |
| Év                              | Polgármester-jelölt             | Polgármester-jelölt             | Polgármester-jelölt             | #.                              | Szavazat                        | Szavazat                        | Szavazat                        | Szavazat                        |
| Év                              | név                             | szervezet                       | szervezet                       | #.                              | db                              | jogosultak arányában            | szavazók arányában              | érvényes szavazatok arányában   |
| ------------------------------- | ------------------------------- | ------------------------------- | ------------------------------- | ------------------------------- | ------------------------------- | ------------------------------- | ------------------------------- | ------------------------------- |
| 1994                            | Horváth Endre                   |                                 | MSZP                            | 1.                              | 582                             | 43,2%                           | 79,4%                           | 80,3%                           |
| 1994                            | Buzánszky Attila                |                                 | –                               | 2.                              | 143                             | 10,6%                           | 19,5%                           | 19,7%                           |
| 1998                            | Horváth Endre                   |                                 | MSZP                            | 1.                              | 548                             | 40,7%                           | 67,5%                           | 68,8%                           |
| 1998                            | Gyurka János                    |                                 | –                               | 2.                              | 248                             | 18,4%                           | 30,5%                           | 31,2%                           |
| 2002                            | Horváth Endre                   |                                 | MSZP                            | 1.                              | 445                             | 34,4%                           | 53,6%                           | 54,3%                           |
| 2002                            | Gyurka János                    |                                 | –                               | 2.                              | 374                             | 28,9%                           | 45,1%                           | 45,7%                           |
| 2006                            | Maczucza Miklós                 |                                 | –                               | 1.                              | 415                             | 33,1%                           | 47,9%                           | 48,3%                           |
| 2006                            | Horváth Endre                   |                                 | MSZP                            | 2.                              | 253                             | 20,2%                           | 29,2%                           | 29,5%                           |
| 2006                            | ifj. Kovács Károly              |                                 | –                               | 3.                              | 97                              | 7,7%                            | 11,2%                           | 11,3%                           |
| 2006                            | Sziliné Kardos Erzsébet         |                                 | –                               | 4.                              | 94                              | 7,5%                            | 10,8%                           | 10,9%                           |
| 2010                            | Maczucza Miklós                 |                                 | –                               | 1.                              | 387                             | 31,4%                           | 47,0%                           | 47,7%                           |
| 2010                            | Horváth Endre                   |                                 | –                               | 2.                              | 250                             | 20,3%                           | 30,3%                           | 30,8%                           |
| 2010                            | Stark Csilla                    |                                 | Fidesz-KDNP                     | 3.                              | 102                             | 8,3%                            | 12,4%                           | 12,6%                           |
| 2010                            | Kollár László                   |                                 | –                               | 4.                              | 72                              | 5,8%                            | 8,7%                            | 8,9%                            |
| 2014                            | Maczucza Miklós                 |                                 | –                               | 1.                              | 544                             | 44,6%                           | 77,2%                           | 77,9%                           |
| 2014                            | Subicz Istvánné                 |                                 | –                               | 2.                              | 154                             | 12,6%                           | 21,8%                           | 22,1%                           |
| 2019                            | Kovács Károly                   |                                 | –                               | 1.                              | 460                             | 38,8%                           | 59,4%                           | 60,4%                           |
| 2019                            | Vincze János                    |                                 | –                               | 2.                              | 220                             | 18,5%                           | 28,4%                           | 28,9%                           |
| 2019                            | Subicz Istvánné                 |                                 | –                               | 3.                              | 54                              | 4,6%                            | 7,0%                            | 7,1%                            |
| 2019                            | Varga Sándor                    |                                 | –                               | 4.                              | 20                              | 1,7%                            | 2,6%                            | 2,6%                            |
| 2019                            | Demeter Zsolt                   |                                 | –                               | 5.                              | 8                               | 0,7%                            | 1,0%                            | 1,0%                            |

## Polgármesterek
| 1990-'94      | 1994-'98      | 1998-'02      | 2002-'06      | 2006-'10        | 2010-'14        | 2014-'19        | 2019-         |
| ------------- | ------------- | ------------- | ------------- | --------------- | --------------- | --------------- | ------------- |
| Horváth Endre | Horváth Endre | Horváth Endre | Horváth Endre | Maczucza Miklós | Maczucza Miklós | Maczucza Miklós | Kovács Károly |
|               |               |               |               |                 |                 |                 |               |
| MSZP          | MSZP          | MSZP          | MSZP          | –               | –               | –               | –             |
|               |               |               |               |                 |                 |                 |               |

### MTI hírek
- http://archiv1988-2005.mti.hu

A Magyar Távirati Iroda archívuma elérhető a világhálón, abban az 1988 óta megjelent hírek szabadon kereshetők. Ugyanakkor a honlap olyan technológiával készült, hogy az egyes hírekre nem lehet közvetlen hivatkozást (linket) megadni. Így a kereséshez szükséges alapadatok megadásával újra ki kell keresni az adott hírt (cím kulcsszavai, dátum).
1. ↑  „Az önállóság mellett szavazott három somogyi község”, Magyar Távirati Iroda, 1988. május 8. (Hozzáférés: 2021. április 8.)